# Scymnus securus
Scymnus securus är en skalbaggsart som beskrevs av J. Chapin 1973. Scymnus securus ingår i släktet Scymnus och familjen nyckelpigor. Inga underarter finns listade i Catalogue of Life.